# Dinastia Sena
L'imperi Sena, dinastia Sena o dels Senes (bengalí: সেন সাম্রাজ্য Shen Shamrajjo) fou una dinastia hindú que va governar Bengala als segles xi i xii. L'imperi al seu cim va cobrir molt de la regió nord-oriental del subcontinent indi. Els governants de la dinastia Sena tracen el seu origen a la regió meridional índia de Karnataka.
El fundador de la dinastia fou Hemanta Sen, qui va servir a l'Imperi Pala fins que es va començar a debilitar. Hemanta Sen va usurpar el poder en una part dels dominis i es va nomenar rei el 1095. El seu successor Vijay Sen (governant del 1096 al 1159) va ajudar a posar els fonaments de la dinastia, i va tenir un regnat inusualment llarg de més de 60 anys. Ballal Sena va conquerir Gaur (Gawr) als Pala, esdevenint el governant del delta de Bengal i va fer de Nabadwip la seva capital. Ballal Sena es va casar amb Ramadevi, una princesa dels Chalukya Occidentals, cosa que indica que els governants Sena van mantenir contacte social proper amb l'Índia del sud. Lakshman Sen va succeir a Ballal Sena el 1179, va governar Bengala durant aproximadament 20 anys, i va expandir l'Imperi Sena a Assam, Orissa, Bihar i probablement fins a Benarés. El 1203–1204 el general turc Muhammad Bakhtiyar Khalji va atacar Nabadwip. Khalji va derrotar Lakshman Sen i va conquerir el nord-oest de Bengala encara que Bengala Oriental va romandre sota control dels Sena.

## Orígens
L'espai polític després de la decadència del poder Pala a Bengala va ser ocupat pel Sena, el rei dels quals, Vijayasena, va aconseguir conquerir una part gran del territori Pala. El Sena eren seguidors de l'hinduisme ortodox. La dinastia traça el seu origen al sud, a l'imperi Chalukya Occidental de l'Índia meridional. Hi ha un rècord d'una invasió Chalukya Occidental durant el regnat de Someshvara I dirigida pel seu fill Vikramaditya VI que va derrotar els reis de Gauda i Kamarupa. Aquesta invasió del governant Kannada va portar elements dels seus compatriotes de Karnataka a Bengala, la qual cosa explica l'origen de la dinastia Sena.
El fundador de la dinastia Sena fou Samantasena que es va descriure ell mateix com un kshatriya (guerrer) de Karnataka. Declarava que va lluitar contra els fora de la llei de Karnata i més tard va esdevenir un asceta. Les inscripcions dels reis Sena els esmenten com Brahma-Kshatriyes o Kshatriyes. Altrament, les fonts els han identificat amb la casta Vaidya o la casta (o subcasta) Ambashtha (considerada com una casta mixta, nascuda de pare Brahmin i mare Vaishya) i es van casar dins dels Vaidyes bengalís (generalment coneguts com a Baidyes a Bengal) en els relats Vaidya Kula-panjikas (comptes genealògics).
La dinastia Sena va governar Bengala durant més d'un segle (de 1097 a 1225). L'aparició de la dinastia, que va suplantar els Pala a Bengal vers el final del segle xi, va constituir un període significatiu en la història de l'Índia antiga. Aprofitant la revolta de Samantachakra a Varendra durant el regnat de Mahipala II, Vijaysena, fundador de la dinastia Sena, gradualment va consolidar la seva posició a la part occidental de Bengal i finalment va assumir una posició independent durant el regnat de Madanapala. Un aspecte important del govern Sena a Bengala és que el territori sencer de Bengala va quedar per primer cop sota el mateix govern. És impossible proporcionar informació definitiva a la qüestió de com la família va entrar a Bengala ja que els registres oficials no en parlen.
Els reis Sena reclamen en les seves pròpies inscripcions que eren Brahma-Kshatriyes. El seu avantpassat remot era un tal Virasena, el nom del qual es suposa que fou esmentat als Puranes. La inscripció de Deopara dels Sena també traça la seva ascendència de Virasena.
Com l'origen del Senes, la seva història antiga o circumstàncies que els van portar a concentrar-se a Bengala són igualment desconegudes. Els historiadors suposen que els Sena van anar a Bengala en l'exèrcit d'invasió dirigit pels reis Chalukya Vikramaditya VI i Someswara III. Alguns investigadors també han suggerit que quan l'exèrcit de Rajendra Cola va envair Bengala, els Sena l'havien acompanyat. Segons altres historiadors, uns quants oficials Karnataka que estaven a les ordres dels reis Pala, havien establert el seu regne independent a la regió de Radha, aprofitant la debilitat del poder Pala. Aquests caps Karnataka podrien haver arribat a Bengal durant la invasió Chalukya i s'haurien establert al regne fins que en van erigir un per a ells. Segons alguns historiadors, Samantasena fou el cap que havia establert el regne independent a la regió de Radha de Bengala.
Samantasena fou d'una branca de la família Sena que s'havia distingit a través de diverses lluites a sud de l'Índia. Es va establir a Radha a Bengala, quan ja tenia una edat avançada. Va fundar la branca de la família Sena a Bengala. El seu fill Hemantasena es va crear un regne important a Radha, aprofitant la decadència de l'Imperi Pala. De la seva base a Radha, els Sena finalment van estendre el seu poder sobre la totalitat de Bengala.

## Inscripcions

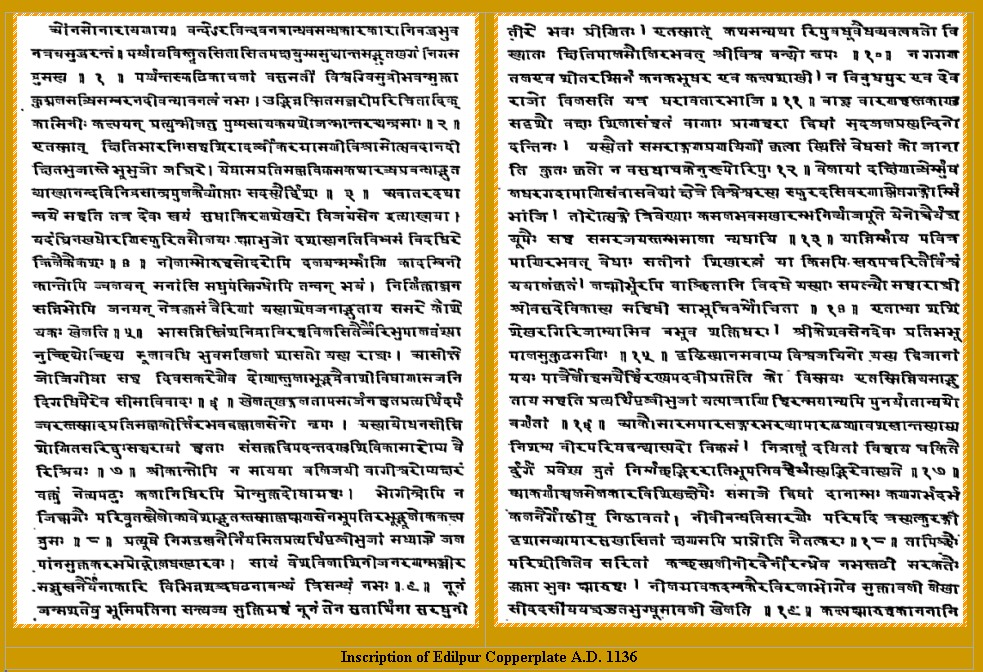
Lamina de coure d'Edilpur

Una lamina de coure va ser trobada a la pargana d'Adilpur o Edilpur al districte de Faridpur el 1838 i fou adquirida per la Asiatic Society of Bengal, però avui dia ha desaparegut de la col·lecció. Una transcripció de la làmina va ser publicada en la Dacca Review and Epigraphic Indica. La inscripció de la làmina està escrita en caràcters sànscrits i gandes, i datada el 3r jyaistha de 1136 samval, és a dir, l'any 1079. Allí es relata que tres pobles van ser donats a un Braman en el tercer any del regnat de Kaesava Sena. La donació va ser feta amb drets d'amo, els quals inclouen el poder de castigar els chandrabhandes o sundarbans, una raça que vivia al bosc. La terra va ser concedida en el poble de Leliya i en el mandala de Kumaratalaka que està situat a shatata-padamavati-visaya. La làmina de Kaesava Sena indica que el rei Vallal Sena es va emportar dels seus enemics les deesses de la fortuna en palanquins (Shivaka) que aguantava un elefant; i també declara que el fill de Ballal Sena, Lakshman Sena (1179–1205), va aixecar pilars de victòria i llocs de sacrifici a Benarés, Allahabad i la costa d'Adon a la mar del sud. La làmina també descriu els pobles amb els camps llisos en què creixen arrossars excel·lents, la dansa i música en l'antiga Bengala, i les senyores adornades amb flors. La lamina d'Edilpur de Kaesava Sena enregistra que el rei va fer una donació a favor de Nitipathaka Isvaradeva Sarman.
El Deopara Prashasti és una inscripció en pedra que elogia els reis Sena, particularment Vijaya Sen, composta pel poeta de la cort Umapati Dhara.

## Societat
Els governants Sena van consolidar el sistema de castes a Bengala. Tot i que Bengala va copiar el sistema de castes de Mithila, les castes mai no van ser tant fortes a Bengala com a Mithila.

## Llegat
Després de la dinastia Sena va seguir la dinastia Deva governant a Bengala Oriental. La dinastia Deva fou probablement la darrera dinastia hindú independent de Bengala.

## Llista de governants Sena
- Samanta Sen[9]
- Hemanta Sen (1070–1096)
- Vijay Sen (1095–1158)
- Ballal Sen (1158–1179)
- Lakshman Sen (1179–1206)
- Vishwarup Sen (1206–1225)
- Keshab Sen (1225–1230)